# Vu à la télé (programma televisivo belga)
Vu à la télé è un programma televisivo belga d'intrattenimento, trasmesso su RTL-TVI e in onda da ottobre 2014. Il programma è basato sul format britannico Gogglebox.

## Format
Il programma presenta delle famiglie, gruppi di amici e colleghi che riuniti sul divano della propria abitazione reagiscono ai programmi televisivi visti in quel momento.

## I protagonisti
| Nome                                                    | Età e professione                                                                              | Provenienza               | Stagione/i |
| ------------------------------------------------------- | ---------------------------------------------------------------------------------------------- | ------------------------- | ---------- |
| Fabienne e Shirley                                      | 23 anni, impiegata amministrativo 46 anni, impiegata comunale                                  | Bruxelles-Capitale        | 1-6        |
| Sébastien e Michaël                                     | 42 anni, studente di legge 43 anni, autista/fattorino                                          | Hainaut (Charleroi)       | 1-6        |
| Laurence e Philippe                                     | 42 anni, responsabile in un salone di bellezza 51 anni, lavora nel settore del trasporto aereo | Liegi                     | 1-6        |
| Bénédicte e Muriel                                      | 48 anni, insegnante 56 anni, badante                                                           | Liegi (Neupré)            | 1-6        |
| Danièle e Stéphane (St. 1-4) Danièle e Sandra (St. 5-6) | 61 anni, impiegato assicurativo 47 anni, impiegato nel settore della ristorazione              | Hainaut (Quaregnon)       | 1-6        |
| Sandra e Sheila / Yves Sandra e Francis                 |                                                                                                | Fiandre Orientali         | 1,2,4,6    |
| Denise, Christelle Cédric e Laurine                     | 51 anni, lavora nel settore del trasporto aereo                                                | Liegi                     | 1          |
| Alexis, Isabelle Jenny et Nicolas                       | -- , Commissario di polizia -- , ... --, Studente                                              |                           | 1          |
| Grégoire, Gaspard, e Léonard                            |                                                                                                | Bruxelles-Capitale        | 1          |
| Marco, Laurence e Jean-Théodore                         | Studenti                                                                                       | Brabante Vallone          | 1          |
| Clément, Jesse, Lyvio e Livio                           |                                                                                                | Hainaut                   | 1          |
| Lucas e Marie                                           | 28 anni, delegato farmaucetico 27 anni, assistente sociale                                     | Hainaut (Charleroi)       | 2-6        |
| Albert, Sabine, Sylvain e Antonin                       | 46 anni, cuoco 43 anni, ufficiale 20 anni, studente 15 anni, studente                          | Liegi                     | 1-3        |
| Emmanuel, Nadia, Brayan, Moly e Leila                   |                                                                                                | Hainaut                   | 2          |
| Pierre, Alexis, Philippine e Aurélie                    |                                                                                                |                           | 2          |
| Josiane, Alexendra e Martin                             |                                                                                                |                           | 2          |
| Alain, Hassan e Ralph                                   | Studenti                                                                                       | Bruxelles-Capitale        | 2          |
| Lyonel e Kamal                                          | 31 anni, grafico 35 anni, manager di eventi, sviluppatore                                      | Bruxelles-Capitale        | 3-4        |
| Anne e Alphonse                                         | -- anni, --- -- anni, pensionato                                                               | Hainaut (Braine-le-Comte) | 3          |
| Gandolfo, Patricia, David, Sarah e Clélia               | 49 anni, ufficiale 44 anni, disoccupato 20 anni, studente 19 anni, studente 18 anni, studente  | Liegi (Oupeye)            | 4-6        |
| Camélia, Leila e Chaïmae                                | 34 anni 26 anni                                                                                | Bruxelles-Capitale        | 4-5        |
| Georges e Marie-Louise                                  | 86 anni, pensionato ... anni, pensionata                                                       | Belgio                    | 6          |
| Leila, Lorena e Ikram                                   | ... anni, studente                                                                             | Belgio                    | 6          |
| Lionel e Jasmine                                        | ... anni ... anni, ...                                                                         | Belgio'                   | 6          |

## Edizioni
| Edizione | Inizio | Fine | Puntate | Telespettatori |
| -------- | ------ | ---- | ------- | -------------- |
| 1ª       |        |      |         |                |
| 2ª       |        |      |         |                |
| 3ª       |        |      |         | 482.300        |
| 4ª       |        |      |         |                |
| 5ª       |        |      |         |                |
| 6ª       |        |      |         |                |